# Ilpo Salmivirta
Ilpo Salmivirta (* 17. Oktober 1983 in Mänttä) ist ein finnischer Eishockeyspieler, der seit 2009 bei den Dragons de Rouen in der französischen Ligue Magnus unter Vertrag steht.  

## Karriere
Ilpo Salmivirta begann seine Karriere als Eishockeyspieler in der Nachwuchsabteilung von Tappara Tampere, für dessen Profimannschaft er von 2004 bis 2006 in der SM-liiga, der höchsten finnischen Spielklasse, aktiv war. Parallel kam er als Leihspieler in der zweitklassigen Mestis für Kiekko-Vantaa, Forssan Palloseura, HCK Salamat, KooKoo und Mikkelin Jukurit zum Einsatz. Mit Jukurit gewann er 2006 den Meistertitel der Mestis. Nachdem er die Saison 2006/07 bei Vaasan Sport in der Mestis verbracht hatte, wechselte der Flügelspieler zum Image Club d’Épinal aus der französischen Ligue Magnus. In Épinal blieb er zwei Jahre lang, ehe er innerhalb der höchsten französischen Spielklasse zum Topteam Dragons de Rouen wechselte. Mit Rouen gewann er 2010, 2011 und 2012 drei Mal in Folge den französischen Meistertitel. Zudem gewann er 2010 mit seiner Mannschaft die Coupe de la Ligue und die Trophée des Champions sowie 2011 die Coupe de France. Auf europäischer Ebene gewann er mit den Dragons de Rouen in der Saison 2011/12 den IIHF Continental Cup.

## Erfolge und Auszeichnungen
- 2006 Mestis-Meister mit Mikkelin Jukurit
- 2010 Französischer Meister mit den Dragons de Rouen
- 2010 Coupe de la Ligue mit den Dragons de Rouen
- 2010 Trophée des Champions mit den Dragons de Rouen
- 2011 Französischer Meister mit den Dragons de Rouen
- 2011 Coupe de France mit den Dragons de Rouen
- 2012 IIHF Continental Cup mit den Dragons de Rouen
- 2012 Französischer Meister mit den Dragons de Rouen

## Statistik
(Stand: Ende der Saison 2011/12)